# 辛荣国
辛荣国（1950年11月—），山东安丘人，中国人民解放军少将。

## 生平
1970年至1977年，历任中国人民解放军陆军第五十五军一六三师四八七团战士、班长、排长，四八九团司令部作训股参谋。1971年10月加入中国共产党。1977年至1985年，任陆军第五十五军司令部作训处参谋、副处长、处长。其间，1983年9月至1985年7月在中国人民解放军军事学院指挥专业学习。
1985年至1989年，任陆军第四十二集团军一六三师四八八团团长。1989年至1994年，任陆军第四十二集团军一六三师参谋长。1994年至1999年，任陆军第四十二集团军一六三师师长。其间，1998年3月至1999年1月在中国人民解放军国防大学联合战役指挥员培训班学习。1999年至2001年，任陆军第四十二集团军参谋长。2001年至2003年，任陆军第四十二集团军副军长。其间，1998年9月至2001年7月在南京陆军指挥学院合同战术专业学习；2002年5月至7月在国防科技大学高科技知识培训班学习。
2003年至2004年，任广西军区副司令员。2004年至2005年，任中共广西壮族自治区党委常委，广西军区司令员。2005年起，任中共广东省委常委、广东省军区司令员。是第九届、第十届中共广东省委委员。2008年当选第十一届全国人大代表。